# العروس
ال عروس یک منطقهٔ مسکونی در یمن است که در استان صنعا واقع شده‌است.